# Pagliare di Sassa
Pagliare di Sassa è una frazione del comune dell'Aquila, fino al 1927 frazione di Sassa, all'epoca comune autonomo.

## Storia

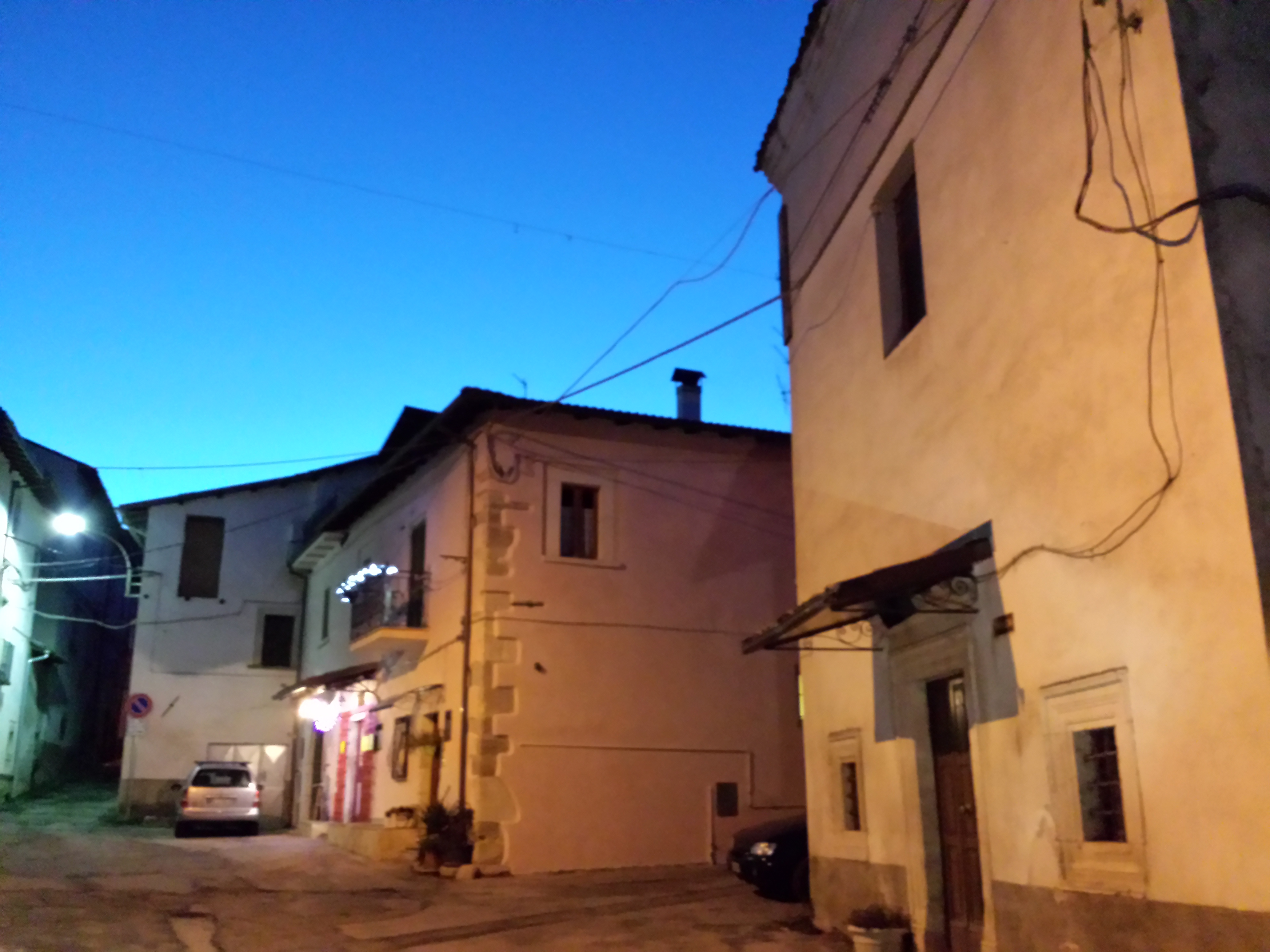
Il corso

## Sviluppo demografico
Dopo il terremoto dell'Aquila del 2009 vi sono state costruite 11 piastre antisismiche ed 11 edifici ad uso abitativo, con l'intenzione di insediarvi circa 1 500 abitanti; vi è prevista anche la costruzione di un centro per disabili
È sede di una scuola materna e di una parrocchia. Vi si sono trovati dei reperti fossili, organizzati in un giardino paleontologico Tra i luoghi di interesse c'è il Palazzo Campione (XIX secolo).

## Infrastrutture e trasporti

### Strade
La strada principale della zona è la via L'Aquila-Sassa, che collega il capoluogo comunale con quello della circoscrizione e si inserisce nella strada statale 584 di Lucoli a est e nella strada statale 17 dell'Appennino Abruzzese e Appulo Sannitica a ovest. La frazione è raggiunta dalle linee 12, 12A e M14F dell'azienda di trasporto pubblico locale, l'AMA.

## Monumenti

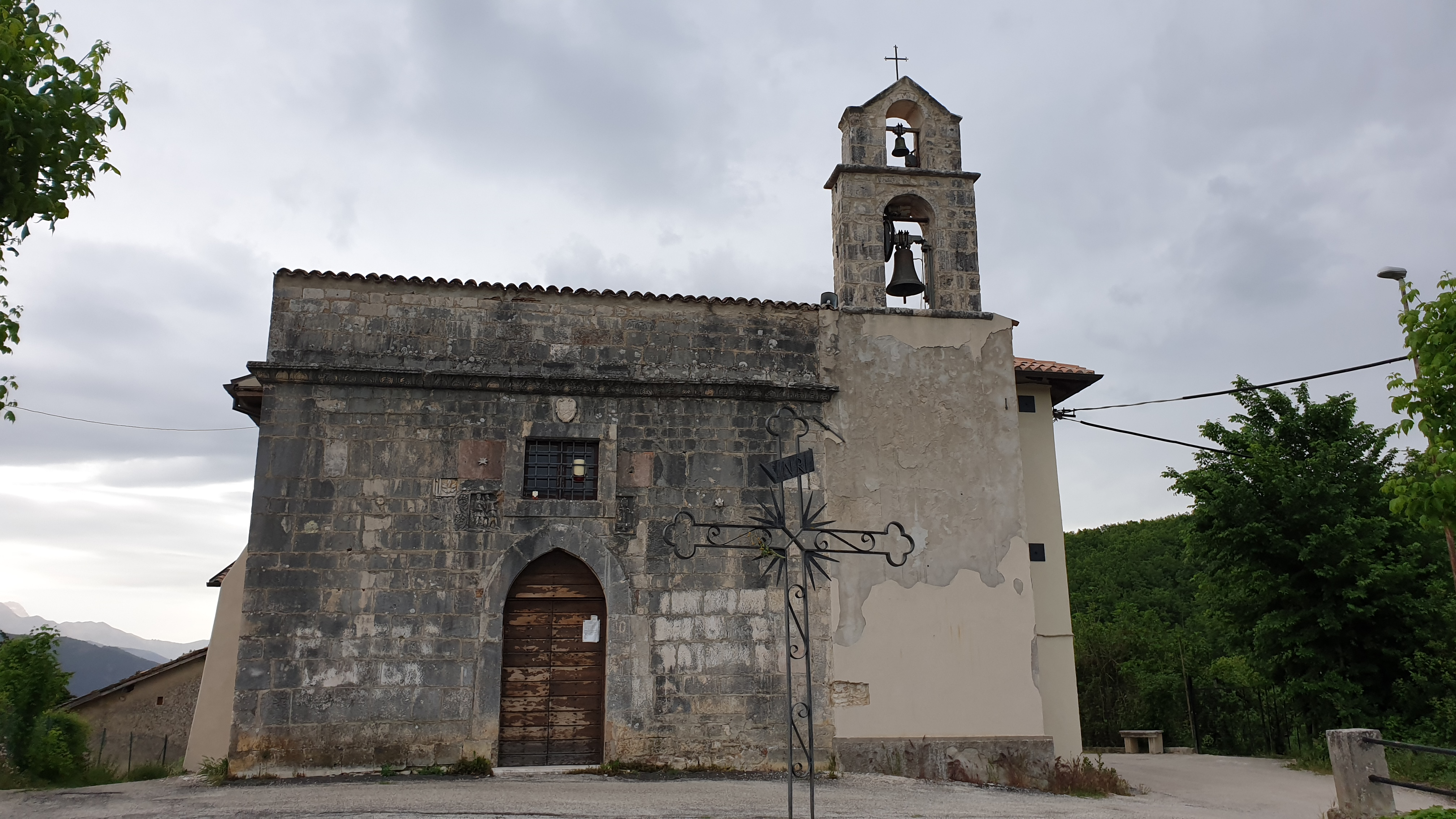
Chiesa di San Pietro Apostolo

### Chiesa di San Pietro (Pagliare di Sassa)
La chiesa del XIII secolo è stata ristrutturata in epoca rinascimentale. La facciata antica conserva il portale a sesto acuto e il campanile a vela. L'interno è una sala a navata unica con tracce del transetto nella muratura medievale che precede l'altare a nicchia. Una cappella laterale medievale è stata staccata in forma barocca.

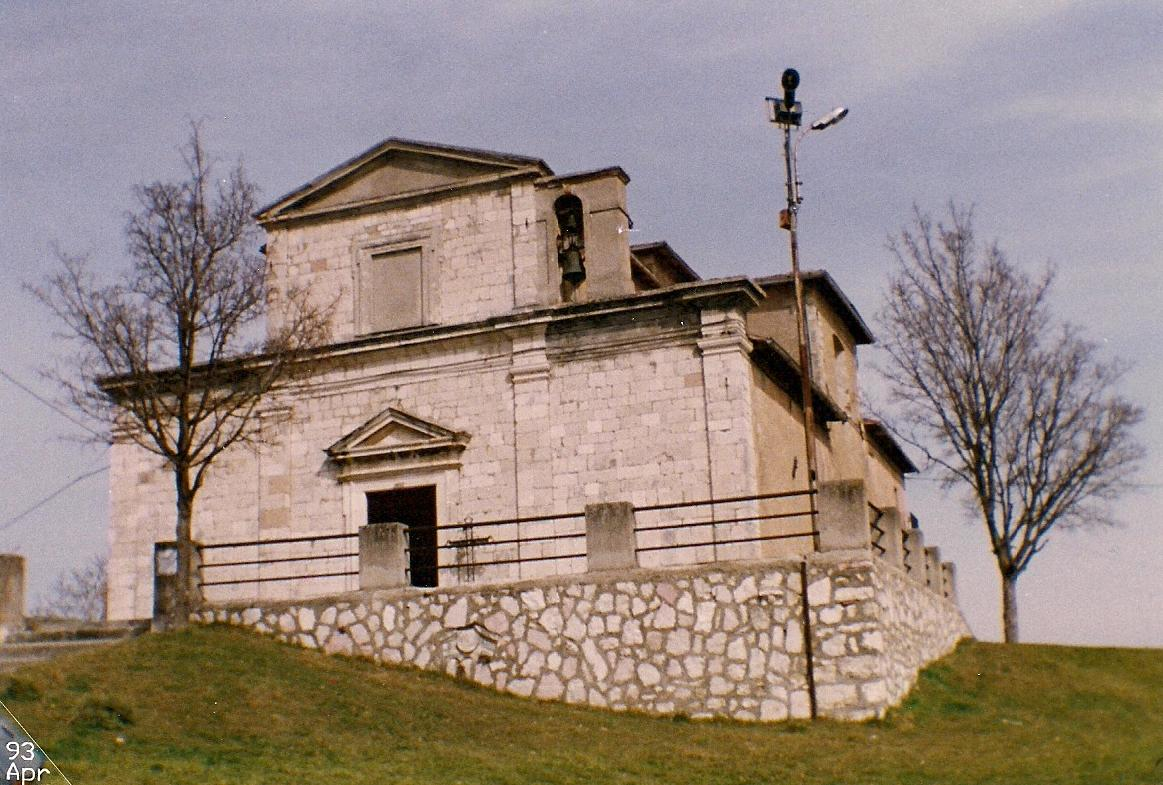
Chiesa di Santa Maria Assunta

### Chiesa di Santa Maria Assunta (Poggio Santa Maria)
La chiesa medievale fu ristrutturata in epoca barocca con la costruzione di una nuova facciata tripartita in pietra, con architrave del portale classicheggiante. L'interno a tre navate è staccato in bianco.